# Comissão de Defesa Nacional
A Comissão de Defesa Nacional da República Popular Democrática da Coreia era definida pela constituição de 1998 como "o mais alto órgão orientador do órgão militar e administrativo de assuntos militares". O presidente da Comissão Nacional de Defesa controla as forças armadas e, neste Estado dominado por militares, era a posição mais poderosa do país e foi mantida por Kim Jong-il até a sua morte. De acordo com a Constituição de 2016, a comissão foi substituída pela Comissão de Assuntos de Estado.
O Artigo 106 da Constituição da Coreia do Norte afirma que a Comissão Nacional de Defesa é "o órgão supremo de orientação da defesa nacional da soberania do Estado". O Artigo 109 da Constituição declara que os poderes da comissão são:
- Estabelecer políticas importantes do estado para levar a cabo a primeira linha militar revolucionária;
- Orientar as forças armadas e o trabalho de construção de defesa do Estado;
- Supervisionar o estado da execução das ordens do presidente da Coreia do Norte e as decisões e diretrizes da Comissão, e estabelecer medidas relevantes;
- Resgatar as decisões e diretivas dos órgãos estatais que contrariam as ordens do presidente da Comissão e as decisões e diretrizes da Comissão;
- Estabelecer ou abolir órgãos centrais do setor de defesa nacional;
- Instituir fileiras militares e promover oficiais acima do posto de oficial de grau geral ou almirante.